# Christopher Doyle
Pour les articles homonymes, voir Doyle.
Christopher Doyle (né le 2 mai 1952 à Sydney ; nom chinois: 杜可風; pinyin: Dù Kě-fēng) est un directeur de la photographie australo-hongkongais[réf. nécessaire].
Membre de la Hong Kong Society of Cinematographers, il a travaillé avec des réalisateurs chinois comme Wong Kar-wai, Zhang Yimou, Edward Yang et Zhang Yuan. Il a également réalisé plusieurs films.

## Biographie
A l'âge de dix-huit ans, il quitte l'Australie sur un navire de commerce norvégien. Par la suite, il élève du bétail en Israël, travaille dans des forages pétrolier en Inde, apprend la médecine chinoise en Inde; il reçoit aussi le nom chinois Dù Kě-fēng qui signifie Comme le vent.
À la fin des années 1970, il part de Hong Kong pour Taïwan et s'installe à Taipei. En 1978, il commence à travailler pour le Cloud Gate Dance Theatre et Zuni Icosahedron. En 1981, le réalisateur Edward Yang lui propose d'être le directeur de la photographie de son film That Day, on the Beach, pour lequel il remporte la récompense pour la meilleure photographie au festival du film Asie-Pacifique de 1983. En 1991, il commence sa collaboration avec Wong Kar-wai sur Nos années sauvages. Elle se poursuit jusqu'en 2004 et le film 2046. Doyle utilise souvent des angles de prise de vue extrêmes et des palettes de couleurs d'avant-garde.
En 1999, il réalise le film Away with Words (ou Kujaku, ou encore San tiao ren) qui prend place à Hong Kong et Okinawa, avec Tadanobu Asano.
En 2006, il réalise le court-métrage 13e arrondissement du film Paris, je t'aime.

## Filmographie

### Comme directeur de la photographie
- 1983 : That Day, on the Beach - réalisé par Edward Yang
- 1986 : Soul - réalisé par Kei Shu
- 1986 : Noir et blanc - réalisé par Claire Devers
- 1987 : My Heart Is That Eternal Rose - réalisé par  Patrick Tam
- 1989 : Her Beautiful Life Lies - réalisé par Tony Au
- 1990 : Return Engagement
- 1991 : Nos années sauvages - réalisé par Wong Kar-wai
- 1992 : The Peach Blossom Land - réalisé par Stan Lai
- 1992 : Mary from Beijing - réalisé par Sylvia Chang
- 1994 : Chungking Express - réalisé par Wong Kar-wai
- 1994 : The Red Lotus Society - réalisé par Stan Lai
- 1994 : Les Cendres du temps - réalisé par Wong Kar-wai
- 1994 : Red Rose White Rose - réalisé par Stanley Kwan
- 1995 : Les Anges déchus - réalisé par Wong Kar-wai
- 1995 : The Peony Pavilion - réalisé par Chen Kuo-fu
- 1996 : Yang ± Yin: Gender in Chinese Cinema - réalisé par Stanley Kwan
- 1996 : wkw/tk/1996@7'55"hk.net - court métrage réalisé par Wong Kar-wai
- 1996 : Temptress Moon - réalisé par Chen Kaige
- 1996 : 4 Faces of Eve
- 1997 : Motel Cactus - réalisé par Ki-Yong Park
- 1997 : First Love: The Litter on the Breeze - réalisé par Eric Kot
- 1997 : Happy Together - réalisé par Wong Kar-wai
- 1998 : Psycho - remake réalisé par Gus Van Sant
- 1999 : Away with Words
- 1999 : Liberty Heights - réalisé par Barry Levinson
- 2000 : In the Mood for Love - réalisé par Wong Kar-wai
- 2001 : Made - réalisé par Jon Favreau
- 2002 : Le Chemin de la liberté - réalisé par Phillip Noyce
- 2002 : Trois histoires de l'au-delà - segment Going Home, réalisé par Peter Chan
- 2002 : Un Américain bien tranquille - réalisé par Phillip Noyce
- 2002 : Six Days - court métrage réalisé par Wong Kar-wai
- 2002 : Hero - réalisé par Zhang Yimou
- 2002 : Infernal Affairs - réalisé par Andrew Lau et Alan Mak
- 2003 : Last Life in the Universe - réalisé par Pen-ek Ratanaruang
- 2003 : Green Tea - réalisé par Zhang Yuan
- 2004 : 2046 - réalisé par Wong Kar-wai
- 2004 : Three... Extremes - segment Dumplings, réalisé par Fruit Chan
- 2004 : Eros - segment The Hand, réalisé par Wong Kar-wai
- 2005 : Perhaps Love - réalisé par Peter Chan
- 2005 : La Comtesse blanche (The White Countess) - réalisé par James Ivory
- 2006 : Vagues invisibles - réalisé par Pen-ek Ratanaruang
- 2006 : La Jeune Fille de l'eau - réalisé par M. Night Shyamalan
- 2007 : Paranoid Park - réalisé par Gus Van Sant
- 2008 : Downloading Nancy - réalisé par Johan Renck
- 2009 : The Limits of Control - réalisé par Jim Jarmusch
- 2009 : Ondine - réalisé par Neil Jordan
- 2010 : Ocean Heaven - réalisé par Xue Xiaolu
- 2010 : Passion Play de Mitch Glazer
- 2011 : Underwater Love - A Pink Musical de Shinji Imaoka
- 2011 : Tormented de Takashi Shimizu
- 2013 : Magic Magic de Sebastián Silva
- 2013 : American Dreams in China de Peter Chan
- 2015 : Port of Call de Philip Yung
- 2016 : Poesía Sin Fin d'Alejandro Jodorowsky
- 2016 : Stockholm, My Love de Mark Cousins
- 2017 : You Mean The World To Me (en) de Saw Teong Hin
- 2020 : Love After Love de Ann Hui

### Comme réalisateur
- 1999 : Away with Words
- 2006 : Paris, je t'aime - segment 13e arrondissement
- 2015 : Hong Kong Trilogy: Preschooled Preoccupied Preposterous
- 2017 : The White Girl - coréalisé avec Jenny Suen

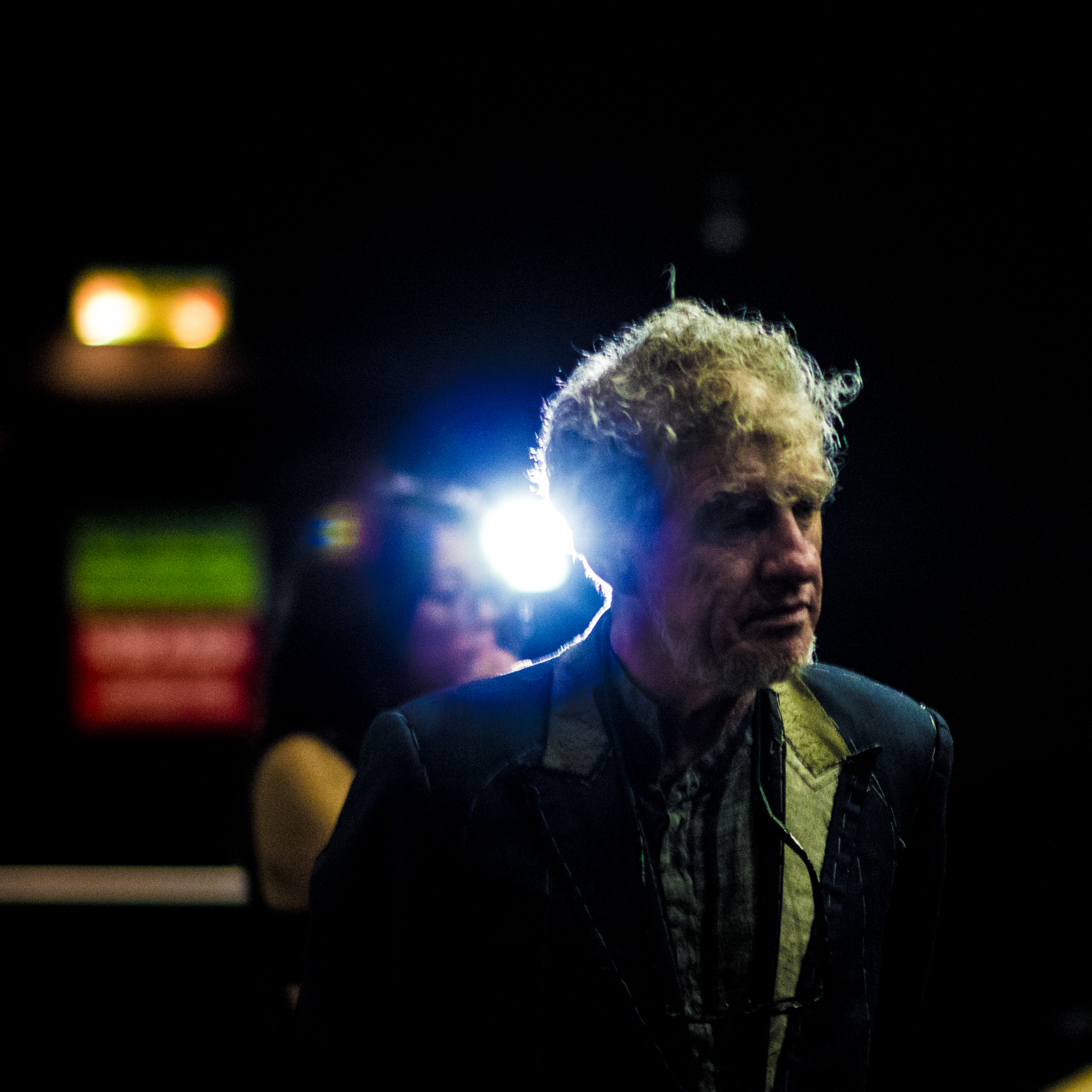
Christopher Doyle à Camerimage 23 2015 Bydgoszcz- Pologne dans la présentation du documentaire"Hong Kong Trilogy: Preschooled Preoccupied Preposterous"

## Distinctions

### Hong Kong Film Awards
- 1987 : Hong Kong Film Award de la meilleure photographie pour Soul
- 1991 : Hong Kong Film Award de la meilleure photographie pour Nos années sauvages
- 1995 : Hong Kong Film Award de la meilleure photographie pour Les Cendres du temps
- 1996 : Hong Kong Film Award de la meilleure photographie pour Les Anges déchus
- 2003 : Hong Kong Film Award de la meilleure photographie pour Hero
- 2005 : Hong Kong Film Award de la meilleure photographie pour 2046
- 2016 : Hong Kong Film Award de la meilleure photographie pour Port of Call

### Golden Bauhinia Awards
- 1996 : meilleure photographie pour Les Anges déchus
- 1998 : meilleure photographie pour Happy Together
- 2001 : meilleure photographie pour In the Mood for Love
- 2003 : meilleure photographie pour Hero
- 2005 : meilleure photographie pour 2046

### Articles annexes
- Cinéma chinois